# Kill 'em All
Kill 'Em All ("Побиј их све") је деби албум америчког треш метал бенда Металика. Издат је 25. јула 1983. године за Megaforce Records. Снимљен је за само две недеље под ниским буџетом.

## Утицај
На албум су утицали бендови Новог таласа британског хеви метала (Ајрон мејден, Дајмонд хед, Моторхед, Саксон итд), али се такође појављује велики утицај хардкора (Мисфитс, Дисчерџ итд).

## Постава бенда
- Џејмс Хетфилд - вокал, ритам гитара
- Кирк Хамет — гитара
- Ларс Улрих — бубњеви, удараљке
- Клиф Бартон - бас-гитара